# Chloropyron maritimum
Chloropyron maritimum är en snyltrotsväxtart. Chloropyron maritimum ingår i släktet Chloropyron och familjen snyltrotsväxter.

## Underarter
Arten delas in i följande underarter:
- C. m. canescens
- C. m. maritimum
- C. m. palustre